# Mostarda
Mostarda sau mustucutti sau mustopià este un produs tipic sicilian, obținut din must de struguri; are o consistență gelatinoasă. Este un produs înregistrat în lista produselor agroalimentare tradiționale italiene (PAT) a Ministerului Politicilor Agricole, Alimentare și Silvice.

## Pregătire
Se prepară în două etape: se fierbe mustul de struguri până la aproximativ jumătate din volum. Apoi, după ce se lasă la răcit, se adaugă amidonul sau făina. Se continuă gătitul la foc mediu, amestecând constant. Odată obținută consistența dorită, volumul inițial reducându-se de obicei la un sfert, se poate turna în farfurii sau forme ceramice și se presărează cu scorțișoară măcinată. În amestec se pot adăuga migdale decojite sau miez de nucă. 
Există și o variantă făcută cu smochine de India, uneori se folosesc și cuișoare, nucșoară, coajă de lămâie, coajă de mandarină, bucăți de ciocolată, nuci de pin și vanilie.